# Vikýřovice
Vikýřovice (dawniej też Vikéřovice a Vikárovice, niem. Weikersdorf) – gmina w Czechach, w powiecie Šumperk, w kraju ołomunieckim. Według danych z dnia 1 stycznia 2012 liczyła 2281 mieszkańców.
Leży na lewym brzegu rzeki Desnej.